# Hind Benjbara
Hind Benjbara est une actrice marocaine, née en 1992 à Fès. Elle a participé à de nombreux projets télévisuels et cinématographiques,,.

## Filmographie

### Cinéma
- 2013 : L'oiseau de la vallée
- 2018 : La danse de la tarentule

### Télévision

#### Téléfilms
- 2014 : Waves of the Sea
- 2019 : Al-Khatib
- 2021 : Nous serons tous marocains
- 2021 : Lubna et mon oncle Lakhdar

#### Séries télévisées
- 2014 : Changer de maison
- 2018 : Wala Alaik
- 2019 : Radat Al Waldah
- 2020 : Yaqout et Ambre
- 2020 : Héritage
- 2022 : L'Maktoub
- 2023: L'Maktoub 2
- 2023: Khou Khouatatou